# Megasporoporia major
Megasporoporia major är en svampart som först beskrevs av G.Y. Zheng & Z.S. Bi, och fick sitt nu gällande namn av Y.C. Dai & T.H. Li 2002. Megasporoporia major ingår i släktet Megasporoporia och familjen Polyporaceae.   Inga underarter finns listade i Catalogue of Life.